# Dom wycieczkowy
Dom wycieczkowy – obiekt posiadający co najmniej 30 miejsc noclegowych, dostosowany do samoobsługi klientów oraz świadczący minimalny zakres usług związanych z pobytem klientów.

## Zadania i organizacja pracy domów wycieczkowych
Wymagania dla najniższej kategorii (III) domu wycieczkowego obejmują w zakresie instalacji budynku ogrzewanie oraz bieżącą zimną i ciepłą wodę. W zakresie usług i wyposażenia recepcji:
- hall recepcyjny z telefonem do użytku gości,
- przechowalnię bagażu i sprzętu turystycznego (depozyt) – przechowanie rzeczy wartościowych i pieniędzy – jest wymagany jedynie w domach wycieczkowych najwyższej I kategorii, co wydaje się niezgodne z przepisami o odpowiedzialności osób utrzymujących hotele i podobne zakłady za rzeczy wniesione przez gości,
- informację turystyczną obejmującą udzielanie informacji o imprezach turystycznych i kulturalnych, wyposażenie recepcji w rozkłady jazdy, plany miast i mapy regionów, książkę telefoniczną itp.,
- budzenie gości.